# Dynatosoma schachti
Dynatosoma schachti är en tvåvingeart som beskrevs av Eberhard Plassmann 1999. Dynatosoma schachti ingår i släktet Dynatosoma och familjen svampmyggor.
Artens utbredningsområde är Sverige. Inga underarter finns listade i Catalogue of Life.